# زائران (مستعمره پلیموت)

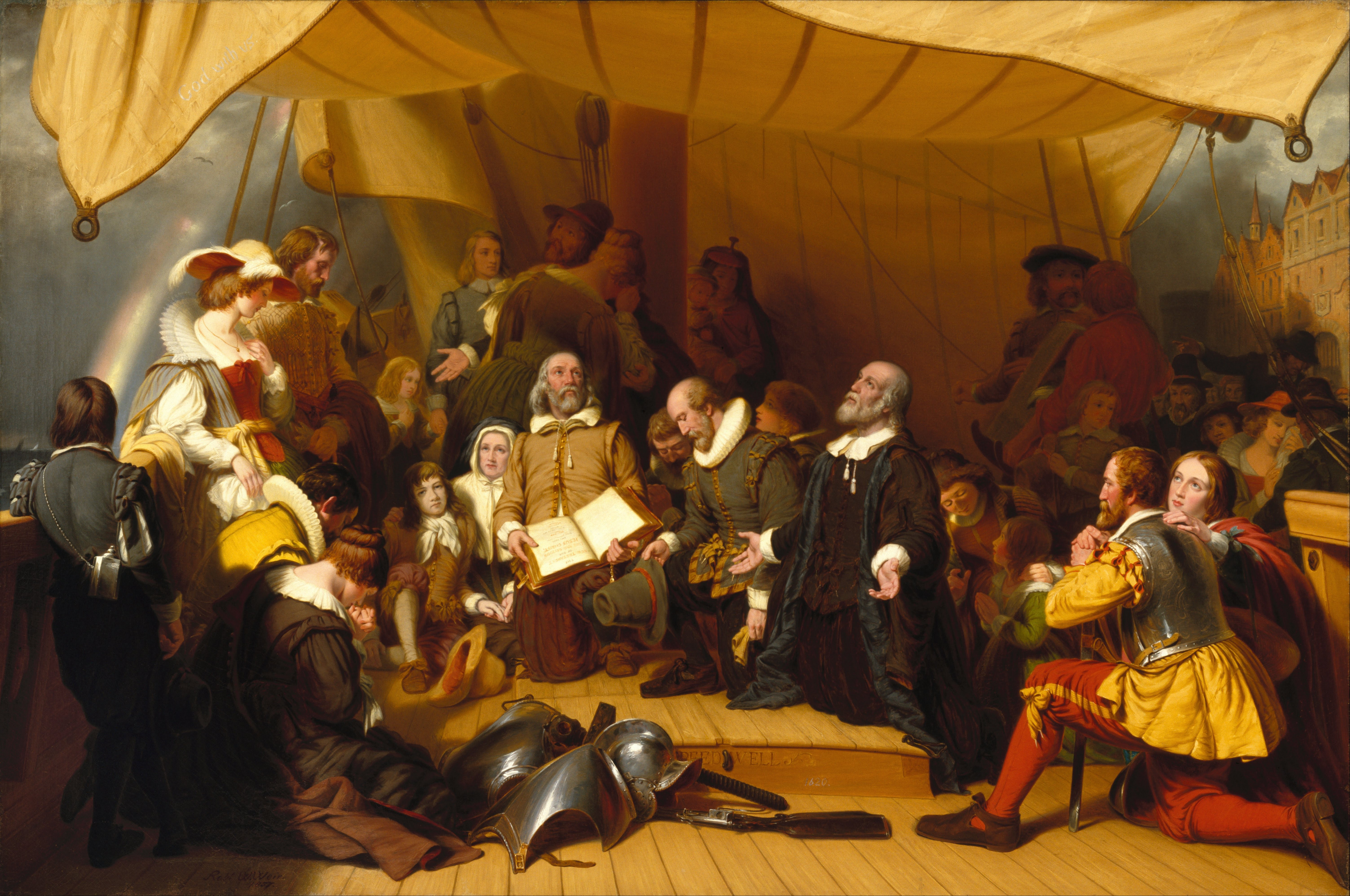
«ورود زائران» موزه بروکلین در نیویورک

زائران نامیست که عموماً به سکنی گزینندگان اولیهٔ مستعمرهٔ پلیموت در پلیموث، ماساچوست امروزی، آمریکا، اطلاق می‌شود. به مردان عموماً پدران زائر گفته می‌شود. رهبری زائران از جمله مخالفین انگلیسی کلیسای انگلستان بودند که محیط سیاسی آشفتهٔ انگلستان را به قصد آرامش و مدارای نسبی قرون شانزدهم و هفدهم منطقه هلند در کشور هلند ترک کرده بودند. زائران باورهای مذهبی کالونیستی مشابهی با پیوریتن‌ها داشتند، ولی برخلاف بسیاری از پیوریتن‌ها، معتقد بودند که جماعت مذهبیشان باید از کلیسای دولتی انگلستان کلیسای انگلستان جدا شود. این گروه، به عنوان یک گروه جدایی طلب که در خصوص هویت فرهنگی انگلیسی خود در صورت مهاجرت به هلند نگران بودند، ترتیباتی با سرمایه گذاران انگلیسی به کار بست تا مستعمرهٔ جدیدی را در آمریکای شمالی تأسیس کند. این مستعمره که در ۱۶۲۰ تأسیس شد، دومین سکونتگاه موفق انگلیسی (پس از تأسیس جیمزتاون، ویرجینیا، در ۱۶۰۷) شد. داستان پیجویی «آزادی مذهبی» از سوی زائران بدل به درون مایه‌ای کلیدی در تاریخ و فرهنگ شده است.
تا آن زمان، استعمار اروپا در آمریکا غیر انگلیسی نیز در هلند نو، فرانسه نو، , باربادوس، و اسپانیای نو در جریان بود.